# Данілов Володимир Георгійович
Володи́мир Гео́ргійович Дані́лов (31 травня 1969, с. Хотів, Києво-Святошинський район, Київська область, Українська РСР — 7 вересня 2016, Київ, Україна) — старший сержант Збройних сил України, учасник війни на сході України (81-ша окрема аеромобільна бригада), псевдо «Дикий».

## Життєпис
З 2009 року проживав у місті Богуслав, знайшов там родину, працював трактористом на підприємстві.
У 2014 році пішов добровольцем в Курінь УНСО, після ротації бригада була передана в підпорядкування ВДВ.
З 26 травня 2014 року брав участь у боях за Донецький аеропорт.
28 липня 2014 року — оборона Авдіївської промки (Бої за Авдіївку), стояв у «Будинку Павлова».
1 вересня 2016-го Володимиру посеред ночі стало погано, спочатку краматорська реанімація, борт, Харків, знову борт, Київ, Інститут Амосова. Володимиру констатували «посттравматичну контузію лівої легені, розслоєння аорти», потрібно було стентування, у держави грошей на це не було, вирішили робити відкриту операцію, «Дикий» не дожив до операції лічені години.
Синдром розшарування аорти в нього ще з першого поранення, якого він зазнав у ДАП, після чого був відправлений в Чернігівський військовий госпіталь, з якого хворим бійця забрала дружина, яка далі його лікувала.
По смерті залишилися мати, сестра, 17-річний син, дві 13-річні доньки та дружина. Дружина після смерті «Дикого» пішла на військову службу в ту ж 81-шу аеромобільну бригаду, де пройшов свій бойовий шлях її коханий.
Похований у місті Богуслав, де проживав останні сім років з коханою дружиною та дітьми.

## Нагороди та вшанування
За особисту мужність і героїзм, виявлені у захисті державного суверенітету та територіальної цілісності України, вірність військовій присязі під час російсько-української війни:
- Нагрудний знак «Знак пошани»
- Медаль «За жертовність і любов до України»
- «За участь у бойових діях УНСО» 2 ступеня[2]

Указом Президента України № 23/2017 від 3 лютого 2017 року за особисту мужність, виявлену у захисті державного суверенітету та територіальної цілісності України, самовіддане виконання військового обов'язку нагороджений орденом «За мужність» III ступеня (посмертно).